# 클로드 모네
클로드 모네(프랑스어: Oscar-Claude Monet, 1840년 11월 14일~1926년 12월 5일)는 프랑스의 인상주의 화가로, '인상주의의 아버지'로 불리는 인상파의 창시자이자 개척자다.
클로드 모네(Claude Monet)는 생동감 넘치고 인상적인 작품으로 유명한 프랑스 인상주의 화가이다. 그는 종종 자연, 풍경, 정원 뿐만 아니라 수련과 지베르니의 다리를 그린 일련의 그림을 묘사했다. 모네는 주변 세상에 대한 순간적인 인상을 전달하기 위해 붓과 물감의 획을 사용하여 그의 작품에서 빛과 색상 변화의 효과를 포착하려고 노력했다. 그의 작품은 예술 발전에 중요한 것으로 평가되며 세계 회화에 큰 영향을 미쳤다. 클로드 모네는 1926년 12월 5일 폐암으로 86세의 나이로 사망했다.

## 생애
1840년 프랑스 파리에서 상인의 아들로 태어났다. 소년 시절을 르아브르에서 보냈다. 그곳에서 부댕의 문하생이 되어 정식 미술 교육을 받게 되었다. 그 후 1859년 파리로 나가 샤를 글레르의 작업실에서 피사로·시슬레·르누아르·바지유 등과 많은 사람들과 사귀게 되었다. 이들은 풍경을 비추는 빛을 보다 자세하게 그림에 담아내기 위해 야외 사생을 즐겨했다. 특히 모네는 마네의 밝은 화풍에 끌려 밝은 야외 광선 묘사에 주력했다. 마네를 중심으로 르누아르 및 피사로·드가·세잔 등과 함께 신예술 창조에 전력하였다. 1871년, 보불전쟁 중에는 런던으로 건너가, 그곳에서 터너 등의 작품에 영향을 받아 더욱 밝은 색조에 대한 연구를 하게 되었다. 귀국 후 1874년 동료 화가들과 함께 제1회 인상파 전람회를 개최했다. 그러나 출품된 작품이 물체 본래의 색깔을 쓰지 않고, 신선하고, 또 밝은 색채로만 그려진 데 대해 비난과 공격이 쏟아졌다. 특히 모네의 《인상, 해돋이》가 가장 심한 비난을 받았는데 '인상파' 라는 말은 이때 모네의 작품을 야유한 데서 나온 말이다. 물론 지금 보면 명작이긴 하지만 말이다.

## 주요 작품

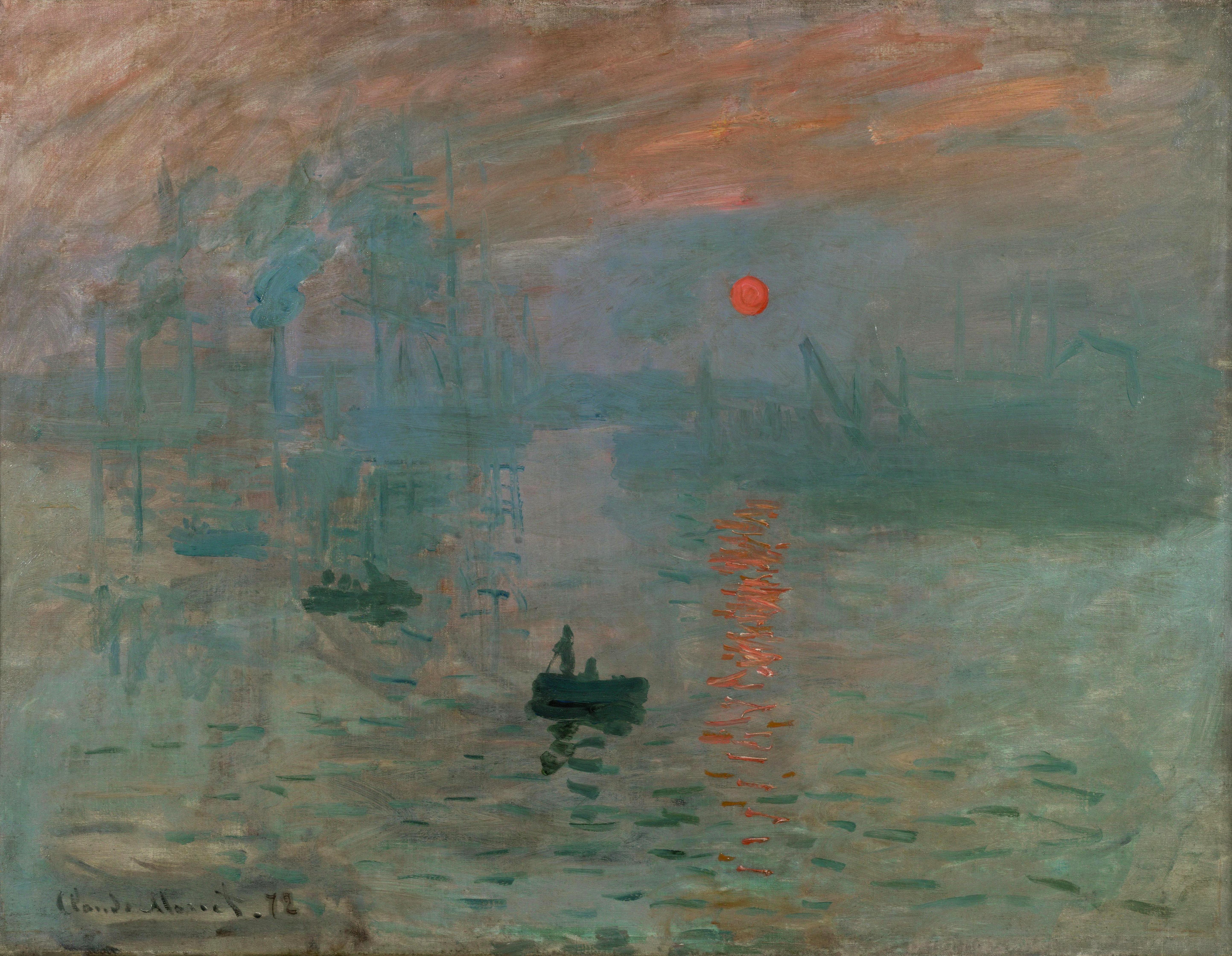
《인상, 해돋이》
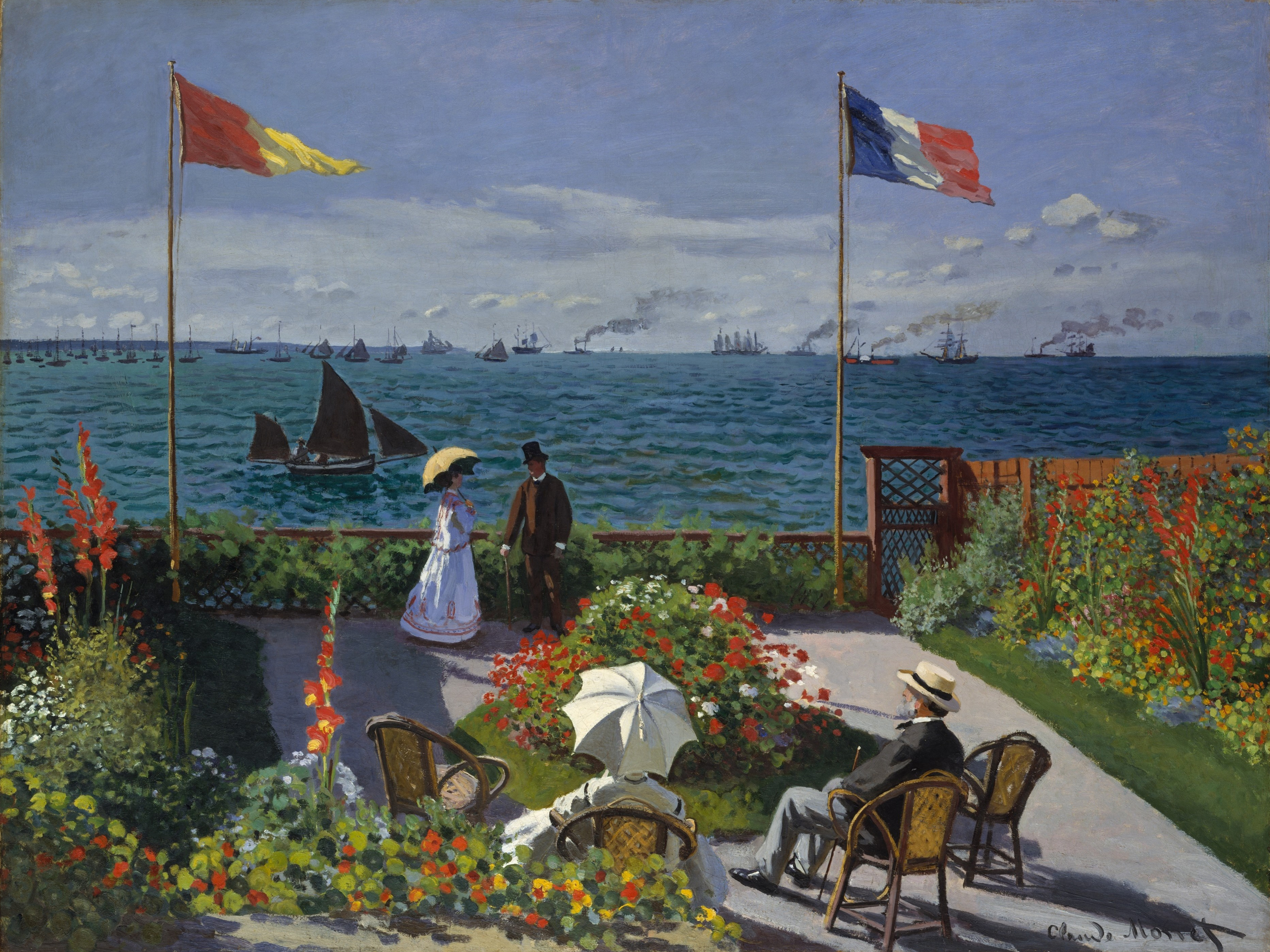
《Garden at Sainte-Adresse》
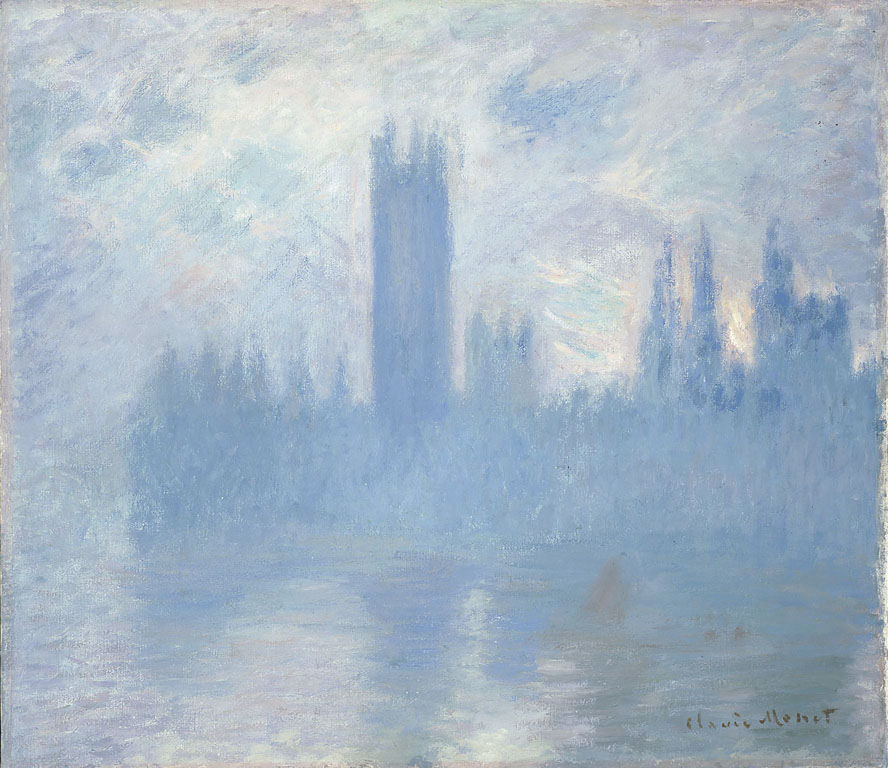
《Houses of Parliament serie》
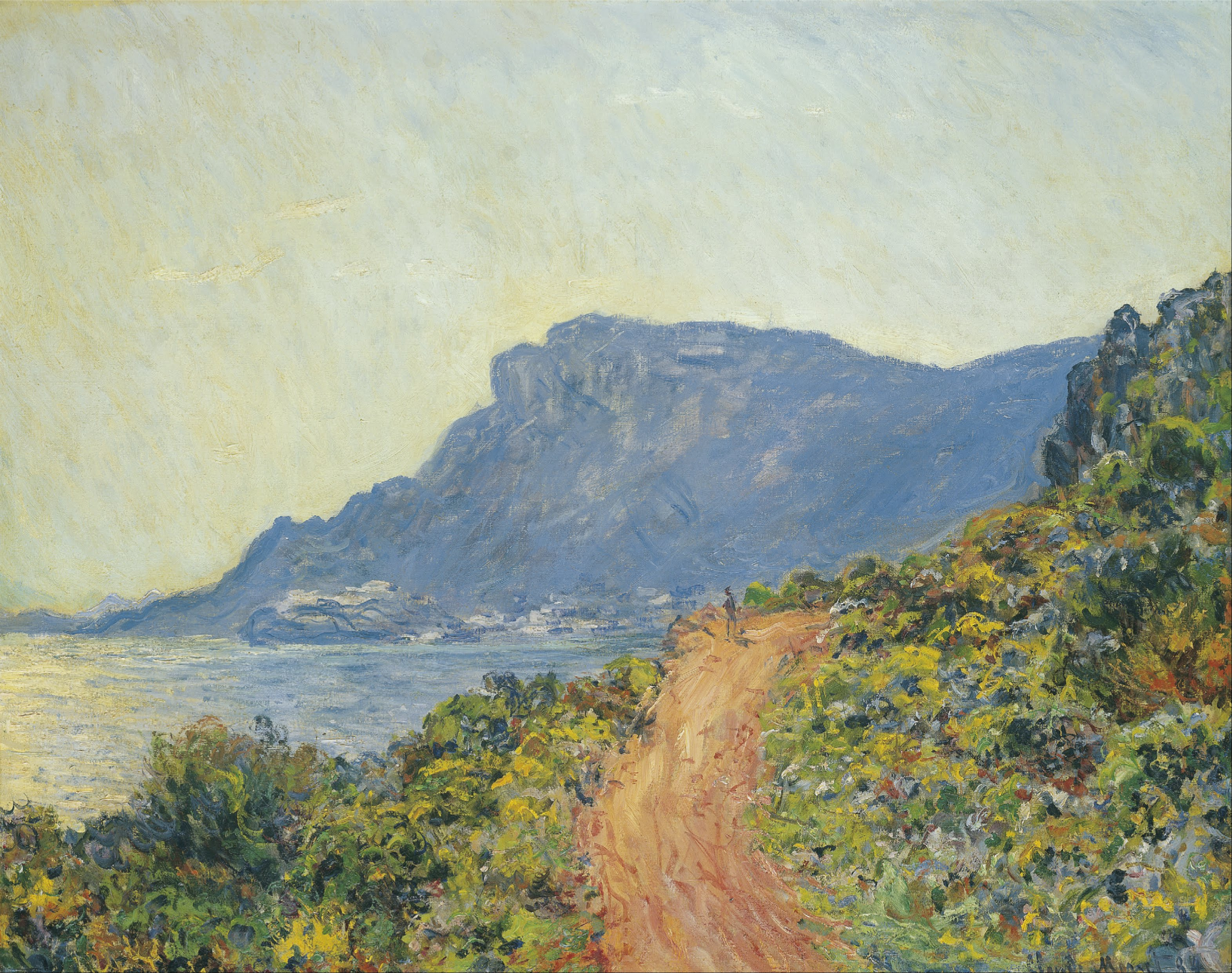
《La Corniche near Monaco》
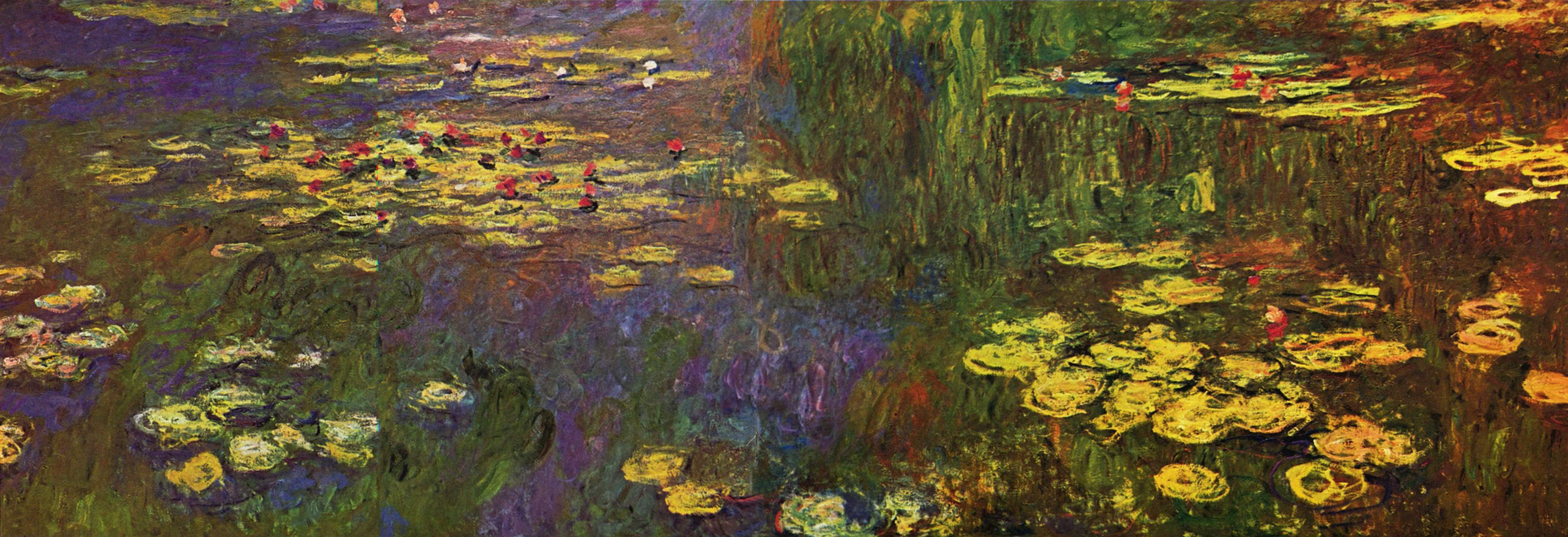
《수련》
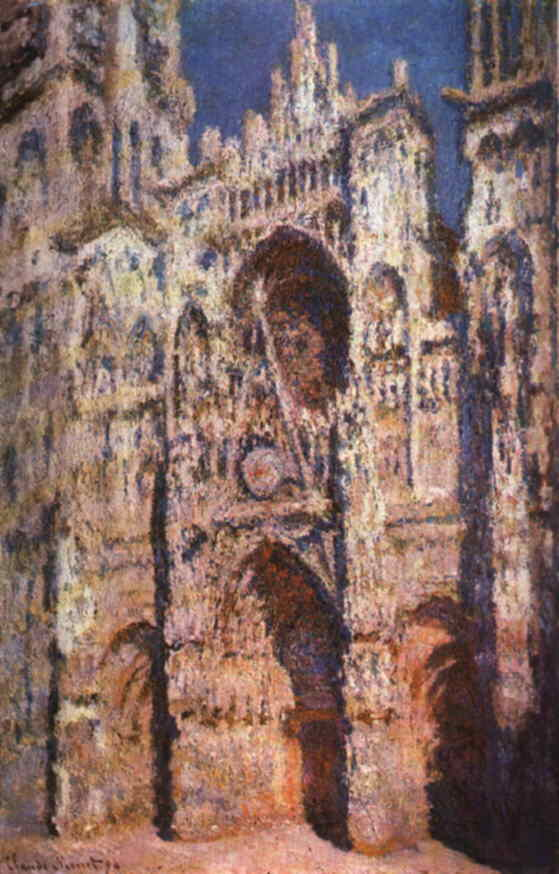
《루앙 대성당》
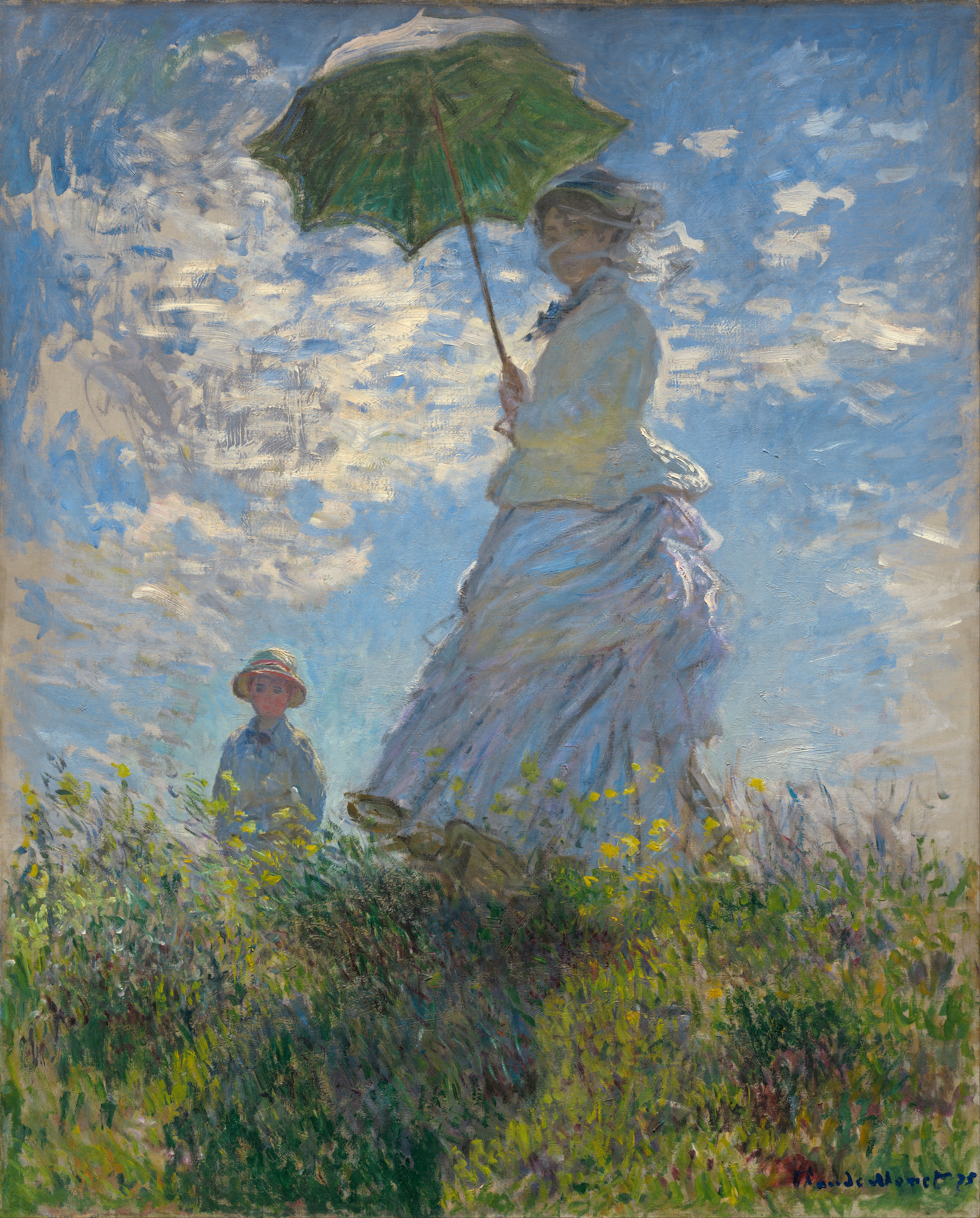
《파라솔을 든 여인 - 모네 부인과 그 아들》
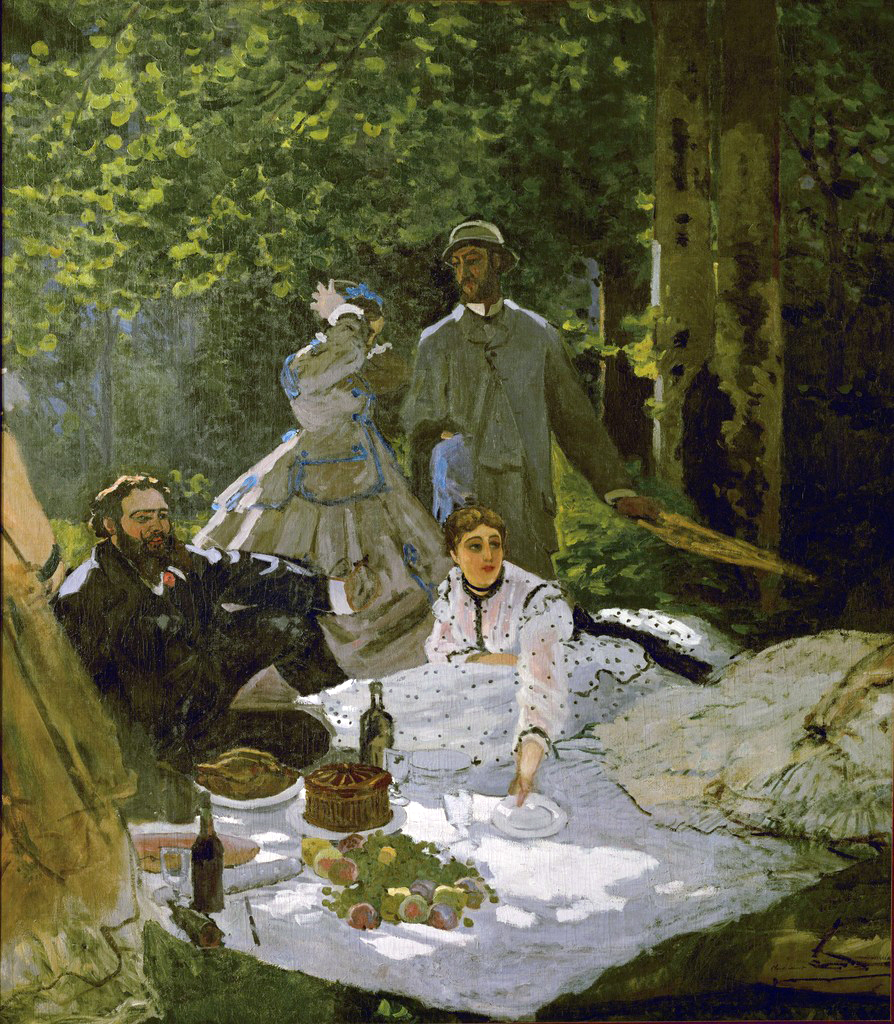
《풀밭 위의 점심 식사》
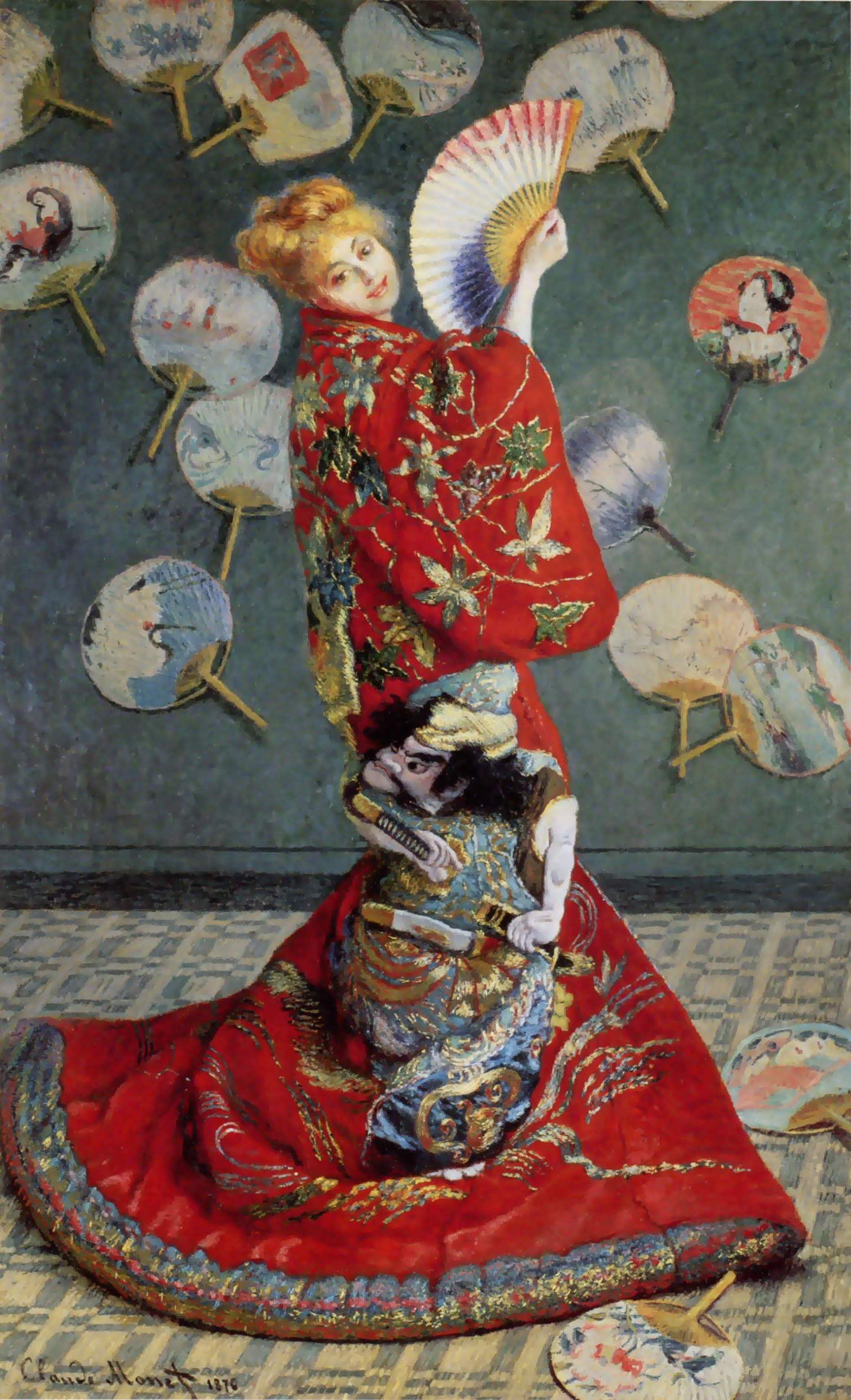
《기모노를 입은 카미유》

## 참고 문헌
- 이 문서에는 다음커뮤니케이션(현 카카오)에서 GFDL 또는 CC-SA 라이선스로 배포한 글로벌 세계대백과사전의 내용을 기초로 작성된 글이 포함되어 있습니다.